# 2004 OQ15
2004 OS15, também escrito como 2004 OS15, é um objeto transnetuniano que está localizado no Cinturão de Kuiper, uma região do Sistema Solar. Este corpo celeste é classificado como um cubewano. Ele possui uma magnitude absoluta de 6,9 e tem um diâmetro estimado com 183 km para 253 km. O astrônomo Mike Brown lista este objeto em sua página na internet como um candidato a possível planeta anão.

## Descoberta
2004 OS15 foi descoberto no dia 22 de julho de 2004 pelo astrônomo Canada-France Ecliptic Plane Survey.

## Órbita
A órbita de 2004 OS15 tem uma excentricidade de 0,122 e possui um semieixo maior de 43,534 UA. O seu periélio leva o mesmo a uma distância de 38,228 UA em relação ao Sol e seu afélio a 48,841 UA.